# Associazione Calcio Como 1961-1962
Questa pagina raccoglie le informazioni riguardanti l'Associazione Calcio Como nelle competizioni ufficiali della stagione 1961-1962.

## Stagione
Nella stagione 1961-1962 il Como disputò il diciassettesimo campionato di Serie B della sua storia.

## Divise
| 1ª divisa |

## Organigramma societario
Area direttiva
- Presidente: Francesco Ambrosoli

Area tecnica
- Direttore sportivo: Giulio Cappelli (dal 12 dicembre 1961)
- Allenatore: Giuseppe Baldini, poi Francesco Tortarolo (dal 12 dicembre 1961)

## Rosa
| N. |                   | Ruolo | Calciatore        |
| -- | ----------------- | ----- | ----------------- |
|    | Italia (bandiera) | P     | Gian Paolo Bello  |
|    | Italia (bandiera) | P     | Gianvito Geotti   |
|    | Italia (bandiera) | D     | Bruno Ballarini   |
|    | Italia (bandiera) | D     | Enrico Bergonti   |
|    | Italia (bandiera) | D     | Enrico Boriani    |
|    | Italia (bandiera) | D     | Maurilio Valpreda |
|    | Italia (bandiera) | C     | Mario Colombo     |
|    | Italia (bandiera) | C     | Aldo Fontana      |
|    | Italia (bandiera) | C     | Piero Galli       |
|    | Italia (bandiera) | C     | Antonio Ghelfi    |
|    | Italia (bandiera) | C     | Franco Landri     |
|    | Italia (bandiera) | C     | Emiliano Mascetti |

| N. |                   | Ruolo | Calciatore          |
| -- | ----------------- | ----- | ------------------- |
|    | Italia (bandiera) | C     | Enrico Rota         |
|    | Italia (bandiera) | A     | Alfonso Catullo     |
|    | Italia (bandiera) | A     | Dario Cavallito     |
|    | Italia (bandiera) | A     | Silvano Flaborea    |
|    | Italia (bandiera) | A     | Egidio Ghersetich   |
|    | Italia (bandiera) | A     | Claudio Govoni      |
|    | Italia (bandiera) | A     | Renzo Merlo         |
|    | Italia (bandiera) | A     | Luigi Meroni        |
|    | Italia (bandiera) | A     | Sergio Nundini      |
|    | Italia (bandiera) | A     | Adelmo Ponzoni      |
|    | Italia (bandiera) | A     | Piergiorgio Sartore |
|    | Italia (bandiera) | A     | Franco Stefanini    |

## Risultati

### Serie B

#### Girone d'andata
| Arbitro: | Monti (Ancona) |

|  |           |                                       |
|  | Marcatori | 21’ Venturelli 73’, 85’, 90’ Pagliari |

| Arbitro: | Trezza (Verona) |

|             |           |              |
| Bettini 41’ | Marcatori | 31’ Flaborea |

| Arbitro: | Gioggi (Roma) |

|                                |           |  |
| Ballarini 23’ Stefanini II 73’ | Marcatori |  |

| Novara 24 settembre 1961 | Novara             | 0 – 0 | Como | Stadio Comunale\| Arbitro: \| Sebastio (Taranto) \| |
| Arbitro:                 | Sebastio (Taranto) |       |      |                                                     |

| Arbitro: | Samani (Trieste) |

|              |           |  |
| Flaborea 77’ | Marcatori |  |

| Arbitro: | Cotugno (Civitavecchia) |

|                         |           |                |
| Bolzoni 21’ Firmani 54’ | Marcatori | 55’ Ghersetich |

| Arbitro: | De Marchi (Pordenone) |

|           |           |            |
| Meroni 7’ | Marcatori | 13’ Tacchi |

| Como 29 ottobre 1961 | Como                      | 0 – 0 | Messina | Stadio Giuseppe Sinigaglia\| Arbitro: \| Cataldo (Reggio Calabria) \| |
| Arbitro:             | Cataldo (Reggio Calabria) |       |         |                                                                       |

| Arbitro: | Babini (Ravenna) |

|             |           |            |
| Morrone 21’ | Marcatori | 55’ Govoni |

| Como 19 novembre 1961 | Como            | 0 – 0 | Simmenthal Monza | Stadio Giuseppe Sinigaglia\| Arbitro: \| Annoscia (Bari) \| |
| Arbitro:              | Annoscia (Bari) |       |                  |                                                             |

| Arbitro: | Sebastio (Taranto) |

|                             |           |               |
| Mascalaito 32’ Frontali 40’ | Marcatori | 82’ Cavallito |

| Arbitro: | D'Agostini (Roma) |

|                                 |           |  |
| Costa 3’ Lenzi 42’ Compagno 58’ | Marcatori |  |

| Arbitro: | Annoscia (Bari) |

|  |           |              |
|  | Marcatori | 50’ Ruggiero |

| Arbitro: | D'Agostini (Roma) |

|            |           |  |
| Macchi 72’ | Marcatori |  |

| Arbitro: | Ferrari (Milano) |

|                             |           |  |
| Stefanini II 66’ Govoni 85’ | Marcatori |  |

| Arbitro: | Babini (Ravenna) |

|                            |           |  |
| Postiglione 27’ Maioli 75’ | Marcatori |  |

| Arbitro: | Cataldo (Reggio Calabria) |

|                   |           |  |
| Mannucci 54’, 90’ | Marcatori |  |

| Arbitro: | Leita (Udine) |

|           |           |             |
| Meroni 2’ | Marcatori | 16’ Moriggi |

| Arbitro: | Politano (Cuneo) |

|           |           |  |
| Gallo 32’ | Marcatori |  |

#### Girone di ritorno
| Arbitro: | Sebastio (Taranto) |

|              |           |  |
| Pagliari 65’ | Marcatori |  |

| Arbitro: | Barolo (Venezia) |

|                                                      |           |                                |
| Ponzoni 11’, 54’ (rig.) Stefanini II 83’ Sartore 86’ | Marcatori | 24’ Cappellaro 27’ Migliavacca |

| Arbitro: | Marchese (Napoli) |

|           |           |                  |
| Macor 19’ | Marcatori | 75’ Stefanini II |

| Arbitro: | Angelini (Firenze) |

|                  |           |             |
| Stefanini II 26’ | Marcatori | 24’ Mentani |

| Reggio nell'Emilia 25 febbraio 1962 | Reggiana            | 0 – 0 | Como | Stadio Mirabello\| Arbitro: \| Francescon (Padova) \| |
| Arbitro:                            | Francescon (Padova) |       |      |                                                       |

| Arbitro: | Rancher (Roma) |

|                    |           |  |
| Colombo 21’ (aut.) | Marcatori |  |

| Arbitro: | Samani (Trieste) |

|                              |           |             |
| Ronzon 6’, 58’ Gilardoni 85’ | Marcatori | 71’ Sartore |

| Arbitro: | Angonese (Venezia) |

|                           |           |  |
| Radaelli 63’ Fascetti 86’ | Marcatori |  |

| Como 25 marzo 1962 | Como              | 0 – 0 | Lazio | Stadio Giuseppe Sinigaglia\| Arbitro: \| Righetti (Torino) \| |
| Arbitro:           | Righetti (Torino) |       |       |                                                               |

| Arbitro: | Rebuffo (Milano) |

|                                   |           |                                         |
| Facchin 33’ Bersellini 58’ (rig.) | Marcatori | 29’ Sartore 36’ Meroni 66’ Stefanini II |

| Arbitro: | Barolo (Venezia) |

|                                         |           |  |
| Sartore 11’, 87’ Govoni 46’ Catullo 51’ | Marcatori |  |

| Arbitro: | Marchese (Napoli) |

|                             |           |          |
| Ardit 37’ (aut.) Landri 81’ | Marcatori | 5’ Palma |

| Arbitro: | De Robbio (Torre Annunziata) |

|  |           |            |
|  | Marcatori | 10’ Govoni |

| Arbitro: | Politano (Cuneo) |

|  |           |                              |
|  | Marcatori | 3’, 89’ Cicogna 48’ Visentin |

| Arbitro: | Grignani (Milano) |

|                 |           |  |
| Pagani 31’, 58’ | Marcatori |  |

| Arbitro: | Jonni (Macerata) |

|             |           |                 |
| Flaborea 3’ | Marcatori | 52’ Postiglione |

| Arbitro: | Genel (Trieste) |

|                          |           |             |
| Flaborea 57’ Sartore 60’ | Marcatori | 42’ Gratton |

| Arbitro: | Angonese (Venezia) |

|                                         |           |  |
| Meregalli 5’, 15’ Smersy 22’ Spanio 90’ | Marcatori |  |

| Arbitro: | De Robbio (Torre Annunziata) |

|             |           |  |
| Sartore 47’ | Marcatori |  |

### Coppa Italia

#### Primo turno eliminatorio
| Arbitro: | Gandiolo (Alessandria) |

|                               |           |               |
| Recagno 69’ Lojodice 76’, 82’ | Marcatori | 68’ Cavallito |

## Statistiche

### Statistiche di squadra
| Competizione | Punti | In casa | In casa | In casa | In casa | In casa | In casa | In trasferta | In trasferta | In trasferta | In trasferta | In trasferta | In trasferta | Totale | Totale | Totale | Totale | Totale | Totale | DR  |
| Competizione | Punti | G       | V       | N       | P       | Gf      | Gs      | G            | V            | N            | P            | Gf           | Gs           | G      | V      | N      | P      | Gf     | Gs     | DR  |
| ------------ | ----- | ------- | ------- | ------- | ------- | ------- | ------- | ------------ | ------------ | ------------ | ------------ | ------------ | ------------ | ------ | ------ | ------ | ------ | ------ | ------ | --- |
| Serie B      | 34    | 19      | 9       | 7       | 3       | 23      | 16      | 19           | 2            | 5            | 12           | 10           | 30           | 38     | 11     | 12     | 15     | 33     | 46     | -13 |
| Coppa Italia |       | -       | -       | -       | -       | -       | -       | 1            | 0            | 0            | 1            | 1            | 3            | 1      | 0      | 0      | 1      | 1      | 3      | -2  |
| Totale       | -     | 19      | 9       | 7       | 3       | 23      | 16      | 20           | 2            | 5            | 13           | 11           | 33           | 39     | 11     | 12     | 16     | 34     | 49     | -15 |

### Statistiche dei giocatori[4]
| Giocatore         | Serie B  | Serie B | Coppa Italia | Coppa Italia | Totale   | Totale |
| Giocatore         | Presenze | Reti    | Presenze     | Reti         | Presenze | Reti   |
| ----------------- | -------- | ------- | ------------ | ------------ | -------- | ------ |
| B. Ballarini      | 37       | 1       | 1            | 0            | 38       | 1      |
| G.P. Bello        | 1        | 0       | -            | -            | 1        | 0      |
| E. Bergonti       | 4        | 0       | -            | -            | 4        | 0      |
| E. Boriani        | 8        | 0       | -            | -            | 8        | 0      |
| A. Catullo        | 6        | 1       | -            | -            | 6        | 1      |
| D. Cavallito      | 18       | 1       | 1            | 1            | 19       | 2      |
| M. Colombo        | 12       | 0       | 1            | 0            | 13       | 0      |
| A. Fontana        | 14       | 0       | 1            | 0            | 15       | 0      |
| S. Flaborea       | 12       | 4       | -            | -            | 12       | 4      |
| P. Galli          | 12       | 0       | -            | -            | 12       | 0      |
| G. Geotti         | 37       | -46     | 1            | -3           | 38       | -49    |
| A. Ghelfi         | 38       | 0       | 1            | 0            | 39       | 0      |
| E. Ghersetich     | 12       | 1       | 1            | 0            | 13       | 1      |
| C. Govoni         | 21       | 4       | -            | -            | 21       | 4      |
| F. Landri         | 25       | 1       | -            | -            | 25       | 1      |
| E. Mascetti       | 3        | 0       | -            | -            | 3        | 0      |
| R. Merlo          | 4        | 0       | -            | -            | 4        | 0      |
| L. Meroni         | 24       | 3       | -            | -            | 24       | 3      |
| S. Nundini        | 4        | 0       | 1            | 0            | 5        | 0      |
| A. Ponzoni        | 30       | 2       | 1            | 0            | 31       | 2      |
| E. Rota           | 11       | 0       | -            | -            | 11       | 0      |
| P. Sartore        | 24       | 7       | 1            | 0            | 25       | 7      |
| F. Stefanini (II) | 25       | 6       | -            | -            | 25       | 6      |
| M. Valpreda       | 36       | 0       | 1            | 0            | 37       | 0      |